# Michael Lynch (Historiker)
Michael Lynch (* 15. Juni 1946 in Aberdeen) ist ein britischer Historiker, Autor und Herausgeber.

## Leben und Wirken
Michael Lynch besuchte die Universitäten in Aberdeen und London. Er lehrte an der University of Wales und Geschichte Schottlands an der University of Edinburgh.
Seine Publikationsschwerpunkte sind die Reformation in Schottland, Maria Stuart sowie schottische Stadt- und Regionalgeschichte des Mittelalters und der Neuzeit.

## Schriften
- Edinburgh and the reformation. Donald, Edinburgh 1981, ISBN 0-85976-069-3. Reprint: Gregg, Aldershot 1993, ISBN 0-7512-0203-7.
- Scotland. A new history. Century, London 1991, ISBN 0-7126-3413-4. Mehrere Reprints und Neuauflagen.

Herausgeber:
- The Early modern town in Scotland. Croom Helm, London um 1987, ISBN 0-70991677-9.
- mit Michael Spearman, Geoffrey Stell: The Scottish medieval town. Donald, Edinburgh um 1988, ISBN 0-85976170-3.
- Mary Stewart, queen in three kingdoms. Blackwell, Oxford/New York, 1988, ISBN 0-63115263-6.
- mit Alasdair A. MacDonald, Ian B. Cowan: The Renaissance in Scotland. Studies in literature, religion, history, and culture offered to John Durkan. Brill, Leiden/New York 1994, ISBN 9-00410097-0.
- Jacobitism and the ’45. Historical Association Committee for Scotland and the Historical Association, London um 1995, ISBN 0-85278394-9.
- mit Dauvit Broun, Richard J. Finlay: Image and identity. The making and re-making of Scotland through the ages. Donald, Edinburgh um 1998, ISBN 0-85976409-5.
- mit Harry T. Dickinson: The challenge to Westminster. Sovereignty, devolution and independence. Tuckwell Press, East Linton, East Lothian, Scotland 2000, ISBN 1-86232152-3.
- The Oxford Companion to Scottish History. Oxford University Press, Oxford 2001, ISBN 0-19211696-7. Cornelsen, Berlin 2007, ISBN 978-3-06-800557-6.
- mit Elizabeth Patricia Dennison, David Ditchburn: Aberdeen before 1800. A new history. Tuckwell, East Linton 2002, ISBN 1-86232114-0.